# Gare de Karasuyama
La gare de Karasuyama (烏山駅, Karasuyama-eki) est une gare ferroviaire terminus de la ville de Nasukarasuyama, dans la préfecture de Tochigi au Japon. Elle est gérée par la compagnie JR East.

## Situation ferroviaire
La gare est située au point kilométrique (PK) 20,4  de la ligne Karasuyama.

## Histoire
La gare a été inaugurée le 15 avril 1923.

## Service des voyageurs

### Accueil
La gare dispose d'un bâtiment voyageurs, avec guichets, ouvert tous les jours.

### Desserte
- Ligne Karasuyama :
  - voie 1 : direction Hōshakuji et Utsunomiya